# Hôtel du Nord
Hôtel du Nord is een Franse dramafilm uit 1938 onder regie van Marcel Carné. Het scenario is gebaseerd op de gelijknamige roman van de Franse auteur Eugène Dabit uit 1929.

## Verhaal
Het jonge echtpaar Pierre en Renée gaan naar het Hôtel du Nord om er de nacht door te brengen. Ze besluiten daar om een eind te maken aan hun leven. Nadat Pierre op Renée heeft geschoten, vlucht hij weg. Monsieur Edmond redt haar leven en wordt vervolgens verliefd op haar. Renée is echter nog steeds verliefd op Pierre.

## Rolverdeling
| Acteur             | Personage         |
| ------------------ | ----------------- |
| Annabella          | Renée             |
| Arletty            | Mevrouw Raymonde  |
| Louis Jouvet       | Mijnheer Edmond   |
| Jean-Pierre Aumont | Pierre            |
| André Brunot       | Émile Lecouvreur  |
| Jane Marken        | Louise Lecouvreur |
| Paulette Dubost    | Ginette           |
| Bernard Blier      | Prosper           |
| Raymone            | Jeanne            |
| Andrex             | Kenel             |
| François Périer    | Adrien            |
| Henri Bosc         | Nazarède          |